# Compartiment tueurs
Pour plus de détails, voir Fiche technique et Distribution.
Compartiment tueurs est un film français réalisé par Costa-Gavras et sorti en 1965.

## Synopsis
Une passagère d'une voiture-couchettes d’un train Marseille-Paris est retrouvée étranglée. Par la suite, plusieurs des autres occupants du compartiment où elle se trouvait sont assassinés, alors que la police tente de recueillir le témoignage de chacun. À la police judiciaire, l'inspecteur Grazziani (Yves Montand) et son assistant Jean-Lou Gabert sont sommés de mettre fin rapidement à cette vague de crimes. Détail étrange : le tueur est plus rapide que la police pour retrouver ses potentielles victimes, les cinq occupants survivants du compartiment.

## Fiche technique
- Titre original : Compartiment tueurs
- Titre anglais : The Sleeping Car Murder
- Réalisation : Costa-Gavras
- Scénario et adaptation : Costa-Gavras, d'après le roman éponyme de Sébastien Japrisot
- Dialogues : Sébastien Japrisot
- Production : Julien Derode
- Assistant réalisateur : Bernard Paul, Jean-Pierre Périer
- Superviseur : Annie Maurel
- Photographie : Jean Tournier
- Son : Jean Nény, Joseph de Bretagne et Jacques Carrère
- Musique : Michel Magne, publiée aux éditions Hortensia et P.E.C.F
- Montage : Christian Gaudin
- Décors : Rino Mondellini
- Format : 35 mm  - noir et blanc - Mono (Westrex Recording System) - 2.35 : 1 - Franscope
- Date de production : 1965
- Directeurs de production : Jean-Paul Delamotte et Serge Lebeau
- Société de production : PECF
- Société de distribution : 20th Century Fox (France)
- Tirage dans les laboratoires Franay de Saint-Cloud
- Auditorium : S.I.M.O - Système Westrex
- Effets optiques : LAX
- Pays de production :  France
- Langue originale : français
- Genre : drame, policier, thriller
- Durée : 95 minutes
- Dates de sortie :
  - France : 17 novembre 1965
  - États-Unis : 7 mars 1966
- Affiche : Jacques Vaissier (France)
- Restauration : Lumières Numériques (2016)

## Distribution
- Yves Montand :  l'inspecteur Grazziani, dit « Grazzi »
- Jacques Perrin : Daniel, le jeune voyageur
- Catherine Allégret : Benjamine Bombat, dite « Bambi »
- Pierre Mondy : le commissaire Tarquin
- Claude Mann : l’inspecteur Jean-Lou Gabert
- Jean-Louis Trintignant : Éric Grandin, un amant d’Éliane
- Simone Signoret : Éliane Darrès, comédienne
- Charles Denner : Bob Vaski, l’amant de Georgette
- Michel Piccoli : René Cabourg, représentant
- Pascale Roberts : Georgette Thomas, la première victime
- Jacques Dynam : l’inspecteur Malec
- André Valmy : un inspecteur
- Philippe Rouleau : l’inspecteur Antoine
- Maurice Chevit : l’inspecteur Moutard
- Nadine Alari : Mme Grazziani
- Monique Chaumette : Mme Rivolani
- Paul Pavel : Rivolani, un passager du compartiment
- Bernadette Lafont : la sœur de Georgette
- Christian Marin : le beau-frère de Georgette
- Serge Rousseau : le contrôleur du train
- Jenny Orléans : la sœur de René Cabourg
- Tanya Lopert : Mme Garaudy

### Non crédités
- Claude Dauphin : le frère d’Éliane
- Daniel Gélin : le vétérinaire
- Charles Millot : le médecin légiste
- Albert Michel : le patron du café
- José Artur : le journaliste
- William Sabatier : le commissaire Tuffi
- Josée Steiner : l’employée de l'hôtel Arizona
- André Weber : l’ivrogne à la PJ
- Jacqueline Staup : la cheffe de Bambi
- Dominique Zardi : un inspecteur au café
- Maurice Auzel : un inspecteur au café
- Marcel Bozzuffi : un agent de police
- Georges Geret : un agent de police
- Dominique Bernard : un employé de la SNCF
- Lionel Vitrant : un inspecteur
- Nicole Desailly: la concierge d’Éliane
- Jean Droze : un homme à la PJ
- Claude Berri : un porteur à la gare
- Françoise Arnoul : une infirmière à l'école vétérinaire
- Serge Marquand : un amant de Georgette
- Denise Péron : une pocharde
- Lucien Desagneaux : l’homme qui embrasse une femme à la brasserie
- Clément Harari : un travesti qui attend à la cabine téléphonique
- Charles Gérard : un travesti près du kiosque à journaux
- Edmond Ardisson : le policier marseillais (voix)
- Jean Lefebvre
- Bernard Paul
- Francis Terzian :

## Production
Le tournage a lieu dans plusieurs arrondissements de Paris (rue des Chantres, gare de Lyon, quai des Célestins, avenue Rapp, 36, quai des Orfèvres, rue Bobillot, place de Rungis, pont d'Iéna, rue Bernoulli…) ainsi que dans le Val-de-Marne (École nationale vétérinaire d'Alfort, studios de Saint-Maurice).

## Distinctions
- National Board of Review Awards 1967 : Top films étrangers et meilleur film en langue étrangère[2]
- Prix Edgar-Allan-Poe 1967 : nomination au prix du meilleur film

## Commentaire
Découvrant le livre Compartiment tueurs de Sébastien Japrisot, Costa-Gavras en écrivit un scénario et réussit à y intéresser le producteur Julien Derode. Le film eut du succès en France et même aux États-Unis, où il reçut des critiques dithyrambiques [réf. souhaitée].
Costa-Gavras avait rencontré Simone Signoret et Yves Montand sur le tournage du film Le Jour et l'Heure de René Clément, pour lequel il avait travaillé en qualité d'assistant.
Le film réunit une distribution étonnante de grands acteurs et de seconds rôles du cinéma français d'après-guerre, voire de jeunes étoiles de la nouvelle vague.

## Autour du film
Jean Lou qui est chargé de retrouver le nom des occupants du compartiment précise que la SNCF ne dit pas si le nom est celui d’un homme ou d’une femme. Et cela va donner lieu à quelques quiproquos tout au long du film. La première victime, Georgette Thomas, a un nom qui est aussi un prénom, celui d’un homme. Lorsqu’un policier de Marseille téléphone à Grazziani pour lui dire que Thomas a un Jules, il faut un certain temps pour réaliser que Thomas est une femme. Garaudy est une femme mais elle n’a pas pris le train, la couchette est occupée par Daniel. Grazziani croit qu’Éliane Darres se trompe  en disant que la couchette était occupée par un homme. Darres est tantôt appelée Mme Darres, Darres l'actrice, la Darres...ou par son prénom Éliane pour rappeler que c’est une femme. Ou Darres tout court. Elle est amoureuse d'Éric qui préfère la compagnie de Jean Lou.